# مارتن ليبتون
مارتن ليبتون (بالإنجليزية: Martin Lipton)‏ هو محامي أمريكي، ولد في 22 يونيو 1931 في جيرسي سيتي في الولايات المتحدة.

## وصلات خارجية
- مارتن ليبتون على موقع إن إن دي بي (الإنجليزية)